# Domenica In
A Domenica In (magyarul: Vasárnapi adás) egy olasz televíziós műsorfolyam, amely 1976. október 3. óta fut minden vasárnap délután az olasz közszolgálati Rai 1 csatornán.

## A műsor története

### Koncepció és a kezdetek
Az első adás 1976. október 3-án volt a Rai 1 csatornán. A műsor azért született meg, mert az 1970-es évek olajárrobbanása következtében gazdasági megszorítások voltak Olaszországban. A gazdasági fejlődés utáni olasz társadalom széles rétege rendelkezett személygépkocsival, így vasárnap délután jellemzően az olaszok kirándulni és piknikezni mentek, ám ez az olajár növekedésével megváltozott.
A Rai egy olyan televíziós műsort akart létrehozni, amellyel meggyőzhették az embereket, hogy a vasárnap délutánt töltsék az otthonukban televíziónézéssel, ahelyett hogy autójukkal kiránduljanak (és hogy ne használjanak el sok üzemanyagot). Így a köztelevízió egy 6 órás hosszúságú, egész délutánt lefedő műsorban kezdett gondolkodni. Ez a műsor új színt hozott az olasz televíziózásban. A műsor létrehozója és vezetője az akkor ismert Corrado Mantoni volt.

### 1976–1979: Corrado műsorvezetése

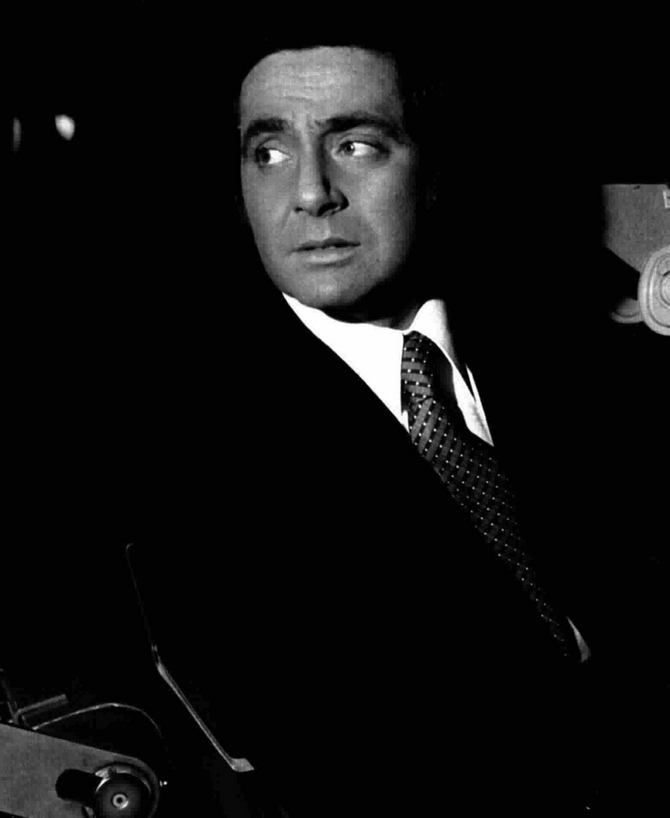
Corrado Mantoni 1976–1979 volt a műsorvezetője és ötletgazdája

Az első adás 1976. október 3-án volt, ezzel megszületve az olasz televíziózás leghosszabb ideje futó vasárnapi műsora, az adás az akkori Rete 1-n ment. A műsor 6 órás hosszúságú volt, megszakítás nélkül: játékfilm, olasz lottósorsolás, Discoring fiataloknak szóló zenei műsor, sportközvetítések (a TG1 sportszerkesztősége munkájával)
1977. február 20-án elindult a Discoring Gianni Boncompagni műsorvezetésével. A Domenica In második évada 1977/1978-as már színesben került adásba. Nagyon népszerű volt ekkoriban Tony Binarelli illuzionista, aki New Yorkból jelentkezett a legújabb bűvészmutatványokkal. A műsor első évadaiban az olasz színházi élet legújabb bemutatóival is foglalkoztak, emellett népszerű volt a Dieci Domandamenti rovat, amelyben Corrado Mantoni közhivatalok és szervezetek képviselőinek tett fel kérdést.
Az 1978/1979-es évadot utoljára vezette Corrado. Az első három évad nézettsége magas volt: átlagosan 15 millió nézőt szegezett a képernyők elé. Az ekkori évadok kabalafigurája egy Charlie nevű plüss oroszlán volt. A főcím animációval készült amiben Charlie volt a főszereplő. A főcímdal Charlie è una lenza (Charlie egy ravasz) címen ment. 

### 1979–1985: Pippo Baudo és az új műsorszerkezet

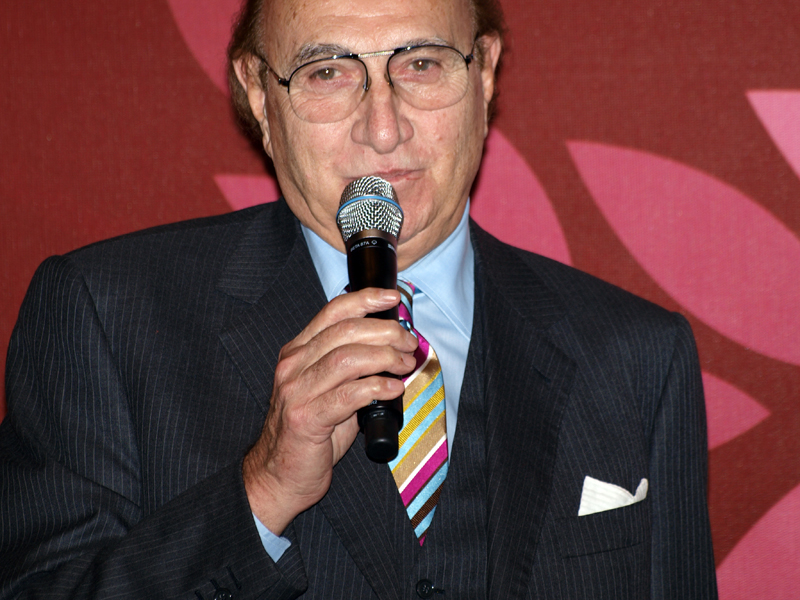
Pippo Baudo 1979–1985 között volt műsorvezető, aki ekkor már ismert tévés volt

Corrado távozásának oka a Rai elnökével Paolo Grassival való nézeteltérései voltak a műsort illetően. Corrado helyére Pippo Baudo került, akivel számos újítást hajtattak végre a műsor szerkezetében. Az első általa vezetett évadot Sandra Mondainivel vezette, számos új színházi, zenei, filmes és irodalmi rovat született meg. Gianni Boncompagni helyére Awanagana énekes kerül a Discoring műsorvezetésében.
Az 1980/1981-es évadban megjelentek Pippo társműsorvezetőiként Giucas Casella illuzionista, Gigi Sabani és Memo Remigi, de ekkor kezdte el televíziós pályafutását Barbara d'Urso. Ebben az évadban néhány műsorban szerepelt Beppe Grillo humorista, aki politikai szatirikus műsorszámaival szórakoztatta a tévénézőket és akit Pippo Baudo személyesen fedezett fel. Grillo szatíráiból kisebb viták is voltak.
Az 1981/1982-es évadban Alessandra Mussolini volt Baudo egyik társműsorvezetője. 1982-ben Lino Procacci a műsor rendezőjének helyére Luigi Bonori került.
Az 1983/1984-es évad egyik részében szerepelt az Olasz Kommunista Párt akkori főtitkára: Enrico Berlinguer.
Az 1984/1985-ös évad után Pippo Baudo más munkahelyi kötöttsége miatt elhagyta a műsort.

### 1985–1993: Megszületnek a konkurens műsorok
1985-ben a Rai 1 konkurens csatornáján a Mediasethez tartozó Canale 5-n elindult a Buona Domenica című szórakoztató műsor, amely 2008–2009-ban Questa Domenica, 2009–2012 között Domenica Cinque és 2012 óta Domenica Live néven fut.
A Domenica In műsorának emellett még házon belül is voltak rivális műsorai: a Rai 2-n 1976 óta futottak a L'altra domenica és a Blitz című műsorok, a Rai 3-n 1979–80-ban futott a Carissimi, la nebbia agli irti colli című szórakoztató műsor. Pippo Baudo helyére Mimo Damato újságíró került, akivel a műsor szerkezetében ismét az olyan aktualitások, mint a varieté műsorszámok kerültek előtérbe. Nagy szerepet kapott az 1985/1986-os évadban Tullio Solenghi, Massimo Lopez és Anna Marchesini humoristákból álló trió. Az 1986/1987-es évadban a műsor történetében először női műsorvezetője lett a műsornak, Raffaella Carrà színésznő, énekesnő személyében. Az ő évada attól vált emlékezetessé, hogy az egyik élő adásban beolvasott a Novella 2000 bulvárlapnak, amely azt állította egy cikkében, hogy a műsorvezető nem tőrödik beteg, haldokló édesanyjával. 
1987-től 1991-ig a műsor rendezője Gianni Boncompagni lett, aki addig a Discoring műsorvezetője volt. Boncompagni teljesen megváltoztatta a műsort: a stúdió hátterét lecseréltette egy tengerre néző teraszra, amiben a háttérkép kék volt. Bevezette a Cruciverbone (Keresztrejtvény) telefonos játékot (amely más olasz televíziós műsorban is megjelent később), megalkotott egy száz lányból álló énekes-táncos társulatot, akik a műsorban táncoltak és énekeltek egyszerre (később Boncompagni a Canale 5-n futó Non è la Rai (Ez itt nem a Rai) műsorban is alkalmazta őket).
1987–1991 között az alábbi műsorvezetők voltak: Lino Banfi, Toto Cutugno, Roberto D'Agostino, Marisa Laurito, Edwige Fenech, Pupo, Benedicta Boccoli, Brigitta Boccoli és Gigi Sabani.
Az 1991/1992-es évadra visszatért Pippo Baudo műsorvezetőként. Bevezették a Talent Scout Show-t , amely egy zenei-színházi tehetségkutató varieté műsorszám volt. Ekkor jelent meg műsorvezetőként először Simona Ventura, aki itt kezdte el televíziós karrierjét. A műsor vendége volt többek közt Tina Turner. Ebben az évadban sikerült 1985 óta nézettségben először megverni a Canale 5-n futó Buona domenica műsort, amelyet Lorella Cuccarini és Marco Columbro vezettek.
Az 1992/1993-as évadot Toto Cutugno és Alba Parietti vezették, az adások a Rai Nápolyban található gyártóbázisán készültek.

### 1993–1997: Mara Venier érkezése

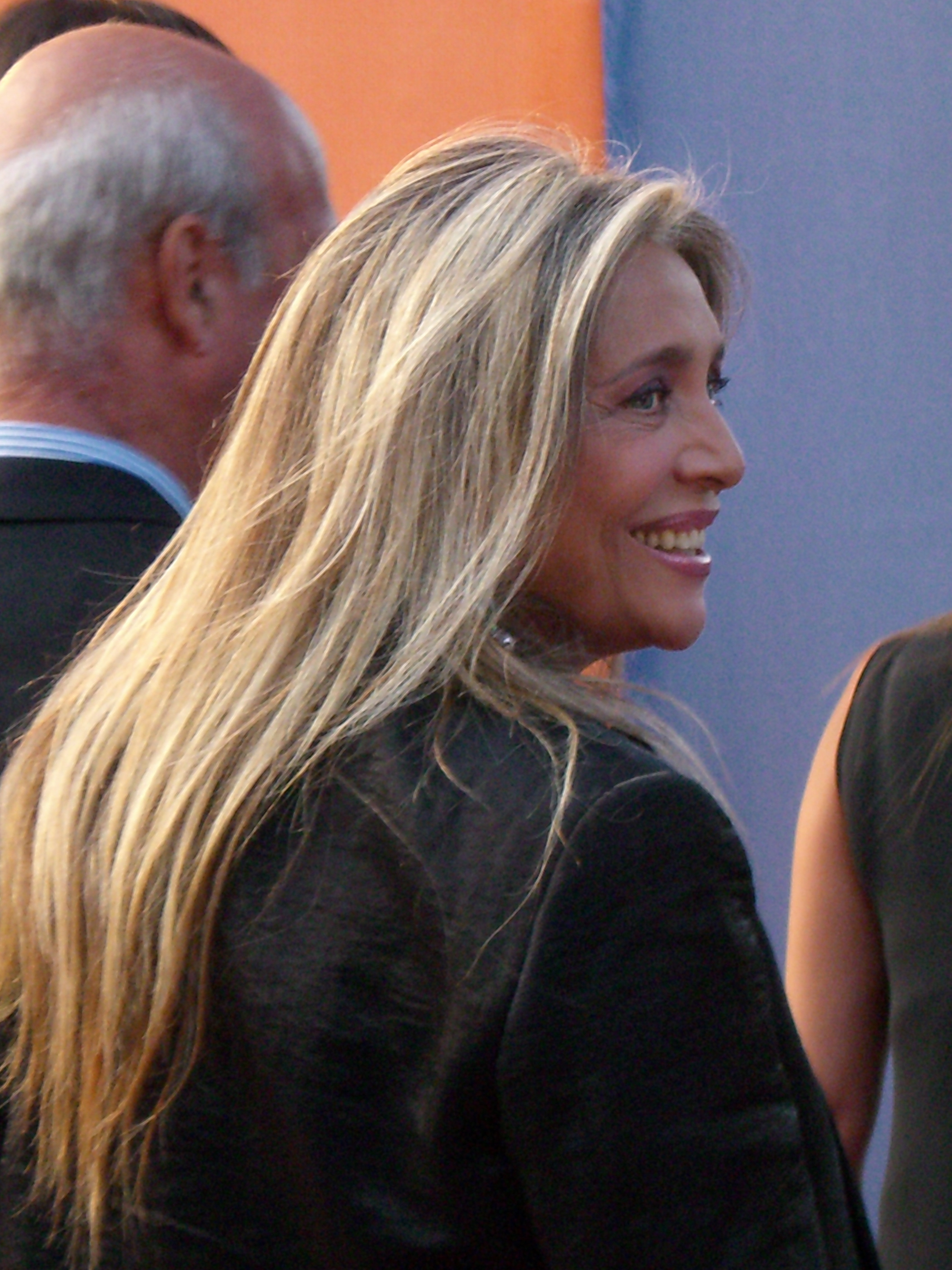
Mara Venier 1993–1997, 2001–2003, 2004–2006 és 2013–2014 között vezette a műsort

Az 1993/1994-es évadot Luca Giurato, a Rai 1 reggeli műsorának (Unomattina) a műsorvezetője és Mara Venier a Cantagiro 1991 és 1992-es adásainak műsorvezetői vezették. Ebben az évadban a műsorokat a Rai egyik római gyártóbázisán készítették. Mara Venier széles beleegyezés mellett vált az évad műsorvezetőjévé. Pont emiatt Marát a műsorvezetés mellett megbízták a műsor forgatókönyvének kidolgozásával is. Az elkövetkező három évadban ő vált a Rai vasárnapi műsorainak főszereplőjévé, vele sikerült a nézettséget növelni és a konkurens Canale 5 műsorát is megverték nézettségben.
Az 1994/1995-ös évadban Mara mellett Giampiero Galeazzi a 90º minuto című sportműsor műsorvezetője is vezette a műsort. Az 1996/1997-es évadban érte el a műsor történetének legnagyobb nézettségét: az 1996. október 13-i műsornak átlagosan 12,5 millió nézője volt. Ekkora nézettsége a műsornak csak a kezdetekkor volt.

#### Csalási botrány a nyereményjátékban, Mara Venier távozása
Az 1996/1997-es évad azonban egy botrány miatt is ismertté vált: az 1997. április 14-i adásban Mara a műsor telefonos nyereményjátékához kapcsolódóan fogadta a telefonhívásokat. A műsor készítői eredetileg azt a kérdést akarták adásba tenni, hogy hogyan hívják Alessandro Gassman színész édesanyját, ám a készítők törölték a kérdést az adás előtt, és helyette más kérdést adtak meg. Az adásba került kérdés feltevésekor egy római néző megmondta a törölt kérdésre a helyes választ, anélkül, hogy Mara feltette volna azt a kérdést. Mara élő adásban rájött, hogy a néző nyilvánvalóan belső forrásból tudta meg a kérdést és annak helyes válaszát. Emiatt élő adásban üvöltözve kérte számon a nézőt, hogy miért válaszol olyan kérdésre, ami már nincs is. Ezt követően a műsor készítői az élő műsorban szóltak neki, hogy lépjen tovább a kérdésen, ő továbbra is amellett érvelt, hogy ez csalás volt és én nyíltan kimondom ezt. A készítők szóltak Marának, hogy ezzel hibát követ el, mire Mara visszavágott és azt mondta, hogy a néző hibázott, hogy ennyire egyértelműen csal. Mara ekkor félbeszakította a játékot, és elköszönt a nézőktől, evvel az élő műsornak vége lett.
Az ügyből rendőrségi feljelentés lett, és a Római Ügyészség vizsgálatot rendelt el csalás ügyében. Kiderült, hogy a háttérben Umberto Baldini áll, aki az Olasz Adóhivatal Lazio tartományi igazgatóságának egyik tisztviselője volt, az ominózus adásban ott volt a nézők közt, és az ő közbenjárásával választották ki a 20 betelefonálót a műsorba. A Római Ügyészség 2008-ban hozott ítéletet az ügyben: Umberto Baldinit 1 évnyi letöltendő börtönbüntetésre ítélte csalás vádjával, az ügyészség a 20 betelefonáló kiválasztásának manipulálásával vádolta meg. 1997-ben Mara Venier az eset után úgy döntött, otthagyja a Rai-t és átment a Mediasethez.

### 1997–2005: A műsorvezetők váltakozása
- Antonella Clerici
- Carlo Conti
- Paolo Bonolis

1997 és 2001 között különböző műsorvezetők voltak: az 1997/1998-as évadot Fabrizio Frizzi és Antonella Clerici vezették. A műsor megtartotta a Mara Venier műsorvezetése idején elért magas nézettségét, a következő 1998/1999-es évadot Giancarlo Magalli és Tullio Solenghi vezették, 1999/2000-es évadot Amadeus vezette, aki a Festivalbar addigi műsorvezetője volt. Amadeus társműsorvezetője Romina Mondello színésznő, majd Adriana Sklenaříková Karembeu szlovák modell és Natalie Kriz uruguayi show-girl voltak. A konkurens Canale 5-n futó Maurizio Costanzo vezette Buona Domenica nézettségét nem sikerült elérni. 
A 2000/2001-es és 2001/2002-es évadokat Carlo Conti vezette, az előbbi évadban Iva Zanicchi, az utóbbi évadban Mara Venier, Antonella Clerici és Ela Weber voltak a társműsorvezetők. A műsor nézettsége elmaradt a korábbihoz képest és a Canale 5 műsora is nézettebb volt. A 2002/2003-as évadot egyedül Mara Venier vezette, aki ismét a vasárnap műsorok főszereplőjévé vált.
Mara Venier mellett társműsorvezető volt néhány adásban: Paolo Villaggio, Milena Vukotic, Silvana Pampanini és visszatért Giampiero Galeazzi. Néhány adás ekkoriban az iraki háborúval is foglalkozott. A 2003/2004-es évadban Paolo Bonolis volt a műsorvezető, ekkor ismert sikerült a konkurens Buona Domenica műsort megverni nézettségben.
A 2005/2006-os évadot ismét Venier vezette, azonban a 2006. január 22-i adásban heves veszekedés volt Adriano Pappalardo énekes és Antonio Zequila színész között. Antonio az adásban azt mondta, hogy Adriano csak az anyja holttestén keresztül érne el sikert. Adriano erre számon kérte Antoniót, hogy hogy merészel ilyet mondani. Adriano elkezdett őrjöngeni és üvöltötte, hogy „Letépem a fejed, megöllek!… Nem engedem hogy még egyszer az anyámról beszélj!”. A vita közben Mara próbálta csillapítani a két vendéget, de a vita odáig fajult, hogy Antonio otthagyta a stúdiót az élő adásban. A vita miatt a Rai 1 csatornaigazgatója Fabrizio Del Noce belső vizsgálatot rendelt el. A vizsgálat megállapította, hogy a két vendég között a vita már a kulisszák mögött elkezdődött. A vizsgálat Marát hibáztatta, amiért nem szakította félbe az adást és hagyta, hogy lemenjen a vita egy olyan műsorban, amit családok néznek. Emiatt Del Noce a vizsgálat idejére felfüggesztette Mara Veniert a műsorvezetés alól, majd amikor kiderült Mara hibája, kirúgták a műsorból. A vita felháborodást váltott ki az akkor ellenzéki pártok között, hogy az előfizetői díjakból (canone) fenntartott közszolgálati televízióban ilyet leadnak.

### 2005–2013: A műsor felosztása és rövidítése
A Domenica In-t ekkoriban három részre osztották fel: egy kora délutáni, egy késő délutáni és egy esti műsorra lett felosztva a műsor. Mindegyik műsorrésznek külön-külön műsorvezetője lett: visszatért Pippo Baudo műsorvezetőnek emellett Lorena Bianchetti és Massimo Giletti lett az új műsorvezető, akik 2006 és 2010 között 4 évadot vittek végig, Lorena a 2008/2009-es évad után kiszállt a műsorból.
2011 és 2013 között Lorella Cuccarini lett a műsorvezető, akinek ideje alatt a műsort átnevezték Domenica In...Onda (Vasárnap adásban) és Domenica In...Amori blokkokra. Azonban a műsor nem hozta a várt nézettséget így Lorella otthagyta a műsort.
A 2013/14-es évadban visszatért Mara Venier műsorvezetőként. A L'Arena rovatot Massimo Giletti vezette. A műsoridő 290-ről 130 percre csökkent. A 2014/15-ös évadban Paola Perego volt a műsorvezető, majd őt a 2015/16-os évadban Salvo Sottile váltotta. A nézettség 14-15%-os volt. 
A 2016/17-es évadra az olasz televíziózás egyik veteránja Pippo Baudo lett a műsorvezető, aki már az első években is vezette a műsort. A 2017/18-as évadot Cristina Parodi vezette, a legújabb 2018/19-es évadot 5 év után ismét Mara Venier vezeti. A műsor jelenleg 210 perces.
A 2019/2020-as évadot is Mara Venier vezette, ám a koronavírus-világjárvány miatt a 2020. március 15-i műsor nem került adásba. Innentől kezdve a járványügyi szabályoknak megfelelően a műsor nézőközönség nélkül került adásba, a vendégek meg online jelentkeztek be, csak az évad utolsó adásában voltak jelen a vendégek.

## Műsorvezetők
A műsort Pippo Baudo vezette legtöbbször, ő 13 évadon át volt látható képernyőn, a legtöbb évadot vezető műsorvezetőnő Mara Venier, aki 12 évadot vitt végig.
| Évadok | Műsorvezető neve  |
| ------ | ----------------- |
| 13     | Pippo Baudo       |
| 12     | Mara Venier       |
| 9      | Massimo Giletti   |
| 3      | Corrado           |
| 3      | Lorella Cuccarini |
| 3      | Lorena Bianchetti |
| 2      | Carlo Conti       |
| 2      | Paola Perego      |

## Nézettségi adatok
| Évad száma | Évad      | Nézők száma | Közönségarány |
| ---------- | --------- | ----------- | ------------- |
| 35.        | 2010–2011 | 2 527 000   | 17,73%        |
| 36.        | 2011–2012 | 2 784 000   | 16,55%        |
| 37.        | 2012–2013 | 2 525 000   | 15,56%        |
| 38.        | 2013–2014 | 2 376 000   | 15,02%        |
| 39.        | 2014–2015 | 2 292 000   | 14,31%        |
| 40.        | 2015–2016 | 2 207 000   | 13,99%        |
| 41.        | 2016–2017 | 1 834 000   | 12,13%        |
| 42.        | 2017–2018 | 1 500 000   | 11,18%        |
| 43.        | 2018–2019 | 2 800 000   | 17,50%        |
| 44.        | 2019–2020 | 3 109 000   | 18,91%        |
| 45.        | 2020–2021 | 2 980 000   | 17,36%        |